# Eurylobus
Genre
Eurylobus est un genre de coléoptères de la famille des Curculionidae.

## Espèces
- Eurylobus atromaculatus
- Eurylobus canephorus
- Eurylobus cinctellus
- Eurylobus cingulatus
- Eurylobus elegans
- Eurylobus fasciatus
- Eurylobus kirbyi
- Eurylobus mannerheimi
- Eurylobus mannerheimii
- Eurylobus roeseli
- Eurylobus roeselii